# دوبرن
دوبرن (بالألمانية: Döbern) هي مدينة وبلدة ألمانية تقع في ألمانيا في براندنبورغ. يقدر عدد سكانها بـ 3,696 نسمة .

## المدن التوأمة
مدن راينباخ وJasień, Lubusz Voivodeship هي مدن توأمة لـدوبرن.